# 落合文士村
落合文士村(おちあいぶんしむら)は、大正時代から昭和初期頃までの間、東京府豊多摩郡落合村(現在の新宿区落合地域)に文士や芸術家などが集いいわゆる文士村が形成された地域の呼称である。

## 概要
落合文士村は、まだ落合地域が東京近郊の農村だった大正末期にはじまった。近隣に目白文化村という大規模な宅地分譲計画による邸宅地があったものの、落合文士村はそれよりさらに西側および南側にあたるまだ開発されていない地域に住んでいた文士達によって形成された。初めは、前衛芸術家が住居を構え、それに触発されてアナーキストや共産主義者が集うようになり、やがてプロレタリア文学の牙城になっていく。昭和初期のプロレタリア文学の隆盛には多くの文士が落合の地を訪れ、中には定住するものも現れた。最盛期の1932年(昭和7年)には70名程度の文士が住んでいたという。その後、1933年(昭和8年)頃からのプロレタリア文学の衰退後は、尾崎一雄ら新興の作家(いわゆる芸術派)らが居住するようになり、落合文士村は新たな顔を持つようになった。その後、林芙美子らを除き、多くの文士達は落合を去り、落合文士村という特筆すべき交流は第二次世界大戦前には解消した。

## 歴史

### プロレタリア文学の牙城として

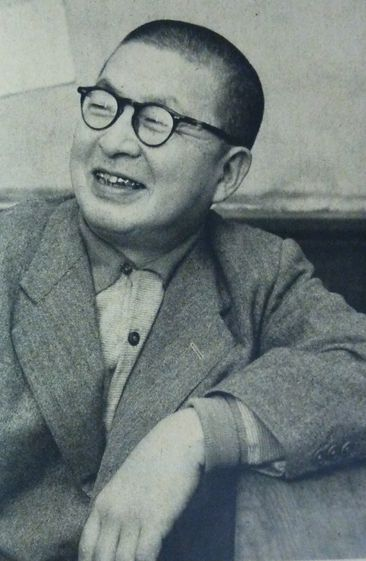
村山知義

落合文士村の形成は、関東大震災が起こった1923年(大正12年)の1月に前衛芸術家・村山知義が上落合の地に住居を構えたところから始まる。村山が知り合いの前衛芸術家を誘い、「マヴォ」というグループを作った。
やがて、斬新な芸術が認められ、次第に認知され始め、やがて翌1924年(大正13年)に同名の「マヴォ」という文学や彫刻・絵画などを取り扱ったアヴァン・ギャルト誌が発行されると、文学面にも影響を与え、既存の日本文学の伝統を打ち破る新しい時代の文学として認められた。これに触発されて、多くのアナーキスト詩人などが村山の家に集まるようになる。また、同1924年に「文芸戦線」などプロレタリア文学の雑誌が発行されるようになると、左翼系の作家たちの動きが盛んになり、やがてプロレタリア文学という一つの潮流が生まれた。1925年(大正14年)には日本プロレタリア文芸連盟という左翼系の芸術家・作家の組織が生まれ、村山も参加。やがて、村山の家はマルキストたちの集うサロンになった。
(47p.)
1923年に関東大震災が起き、東京の街が西へも拡幅され始めた。1924年には落合村は落合町へと変わり、徐々に人が住み始めるようになる。1927年(昭和2年)には現在の西武鉄道（西武新宿線）が開通し、下落合駅と中井駅が出来た。そのような環境で、落合文士村は形成されつつあった。
1926年(大正15年)には日本プロレタリア文芸連盟は日本プロレタリア芸術連盟に改組される。
この頃に、プロレタリア文学は日本文学史における一大潮流となる。しかし、日本プロリタリア芸術連盟には次第に内部分裂が見られるようになる。
1927年(昭和2年)には日本プロリタリア芸術連盟から労農芸術家連盟がまず分裂して、さらに、労農芸術家連盟から前衛芸術家同盟が分裂した。落合文士村には、この前衛芸術家同盟が上落合に本部を置いた。
このようにプロレタリア文学の団体は3者鼎立の様相を見せた。しかし、翌1928年(昭和3年)にはプロレタリア文学団体の統一が早くも模索され、ついに全日本無産者芸術連盟(通称:ナップ)という形で統一された。本部は上落合に置かれた。
このようにして落合の地はプロレタリア文学の牙城となった。この頃には多くの文士が落合を訪ねてきたり、後に定住するものも現れた。
1928年には落合の地に「国際文化研究所」が設立される。メンバーはナップ系の文人で占められてた。これは世界各地の左翼系の文化を紹介するというのが目的で、落合のプロレタリア文学にも多大な影響を与えた。
しかし、当時の落合文士村はこうしたナップ系だけでなかった。アナーキーの詩人や、いわゆる芸術派の動きもあり、女流作家の動きもあったバラエティに富んだ構成であった。
まず、アナーキー詩人の雑誌として創刊された「黒色戦線」の発刊元「黒色戦線社」は、本部は上落合にあった。1929年(昭和4年)の事である。1930年(昭和5年)には当地在住のアナーキスト詩人・小野清三郎・秋山清らによって雑誌「弾道」が創刊された。

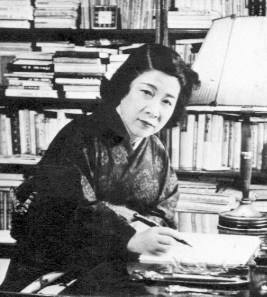
林芙美子

また、落合文士村で有名になった林芙美子が当地に引っ越してきたのも、1930年(昭和5年)である。彼女は同年発表した「放浪記」で一躍文壇に確固たる地位を築いた。当地には辻山春子・大田洋子・矢田津世子・尾崎翠、宮本百合子、平林たい子などがこれらの前後に落合に住居を構えていた。
1931年(昭和6年)にはナップは日本プロレタリア文化連盟（通称:コップ）に吸収され、雑誌「プロレタリア文化」を発刊。この頃が落合文士村におけるのプロレタリア文学の最盛期と見る事もできる。
しかし、翌1932年(昭和7年)には国の思想弾圧が激しくなり、それが落合文士達にも及んだ。コップ系の文士達は次々と検挙された。これにより落合系のプロレタリア文士の組織も壊滅的な状態に見舞われた。翌1933年昭和8年には次々と転向へと変更していったが、転向を拒んだものもいた。（代表例が小林多喜二である。）
いずれにせよ、たびかさなる思想弾圧により1933年までにはプロレタリア文学は退潮し、それと入れ替わるように「文学界」や「行動」といった非プロレタリア文学が盛んになってきた。

### 尾崎一雄と芸術派

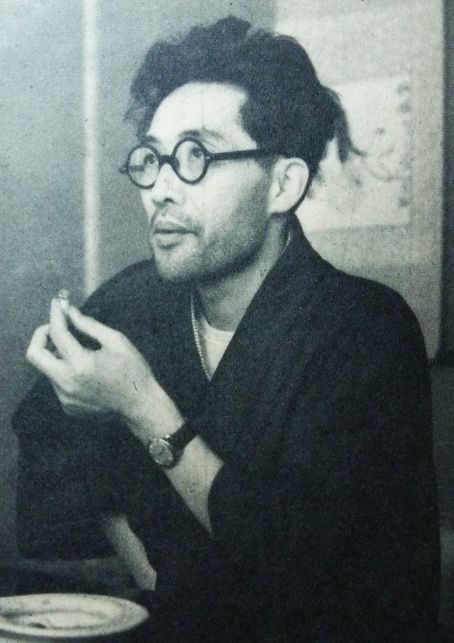
檀一雄

1933年には尾崎一雄が上落合に引っ越してきた。尾崎一雄の住んでいた長屋は尾崎の作品名から「なめくぢ横丁」と呼ばれていた。尾崎はようやく文壇に認められ、檀一雄と同居することになったのである。当地には太宰治らも頻繁に訪れ、やがて上野壮夫など当地に在住した文士もいる。
翌1934年(昭和9年)には檀一雄が「鷭」、尾崎一雄が「世紀」、上野壮夫が「現実」という雑誌をそれぞれ創刊した。かつて、プロリタリア文学の牙城であった落合文士村とは性質の異なる文学の一拠点になりつつあった。プロレタリア文学と芸術派文学の融和が試みられてきた時代であった。
この他に壺井栄、矢田津世子など落合文士村から多くの文士が巣立っていた。「人民文庫」への投稿や、「文学界」再編等があったものの、やがて落合の地を離れる文士が現れてきた。
1941年(昭和16年)の太平洋戦争が没発した頃には落合文士村という特筆すべき交流は終わったとされる。

## 落合文士村を形成していた主な文士・芸術家
※一時的に滞在していた文士・芸術家を含む。
- 会津八一
- 村山知義
- 武者小路実篤
- 平林たい子
- 柳瀬正夢
- 九条武子
- 尾崎一雄
- 小宮山明敏
- 山田清三郎
- 舟橋聖一
- 池谷信三郎
- 佐々木孝丸
- 八田元夫
- 吉屋信子
- 門馬千代
- 丹羽文雄
- 中野重治
- 鹿地亘
- 藤森成吉
- 壺井繁治
- 壺井栄
- 尾崎翠
- 松下文子
- 阿部知二
- 片岡鉄兵
- 上野壮夫
- 林芙美子
- 立野信之
- 小川信一
- 水野成夫
- 芹沢光治良
- 小野十三郎
- 秋山清
- 小坂たき子
- 神近市子
- 平林彪吾
- 蔵原惟人
- 黒島伝治
- 今野大力
- 中條百合子
- 野川隆
- 大田洋子
- 蔵原伸二郎
- 青柳瑞穂
- 矢田津世子
- 貴司山治
- 古谷綱武
- 檀一雄
- 内田辰次
- 堀田昇一
- 沖野岩三郎
- 伊藤貴麿
- 宮地嘉六

など

## 落合文士村に関する著作
- 林芙美子「落合町山川記」　改造社　1933年
- 尾崎一雄 「なめくぢ横丁」 中央公論社 1950年
  - 「もぐら横丁」 池田書店　1952年
- 目白学園女子短期大学国語国文科研究室編「落合文士村」　双文社出版　1984年
- 籠谷典子「東京10000歩ウォーキング　文学と歴史を巡る No.15 新宿区落合文士村・目白文化村コース」　明治書院　2008年

## 落合文士村に関する施設

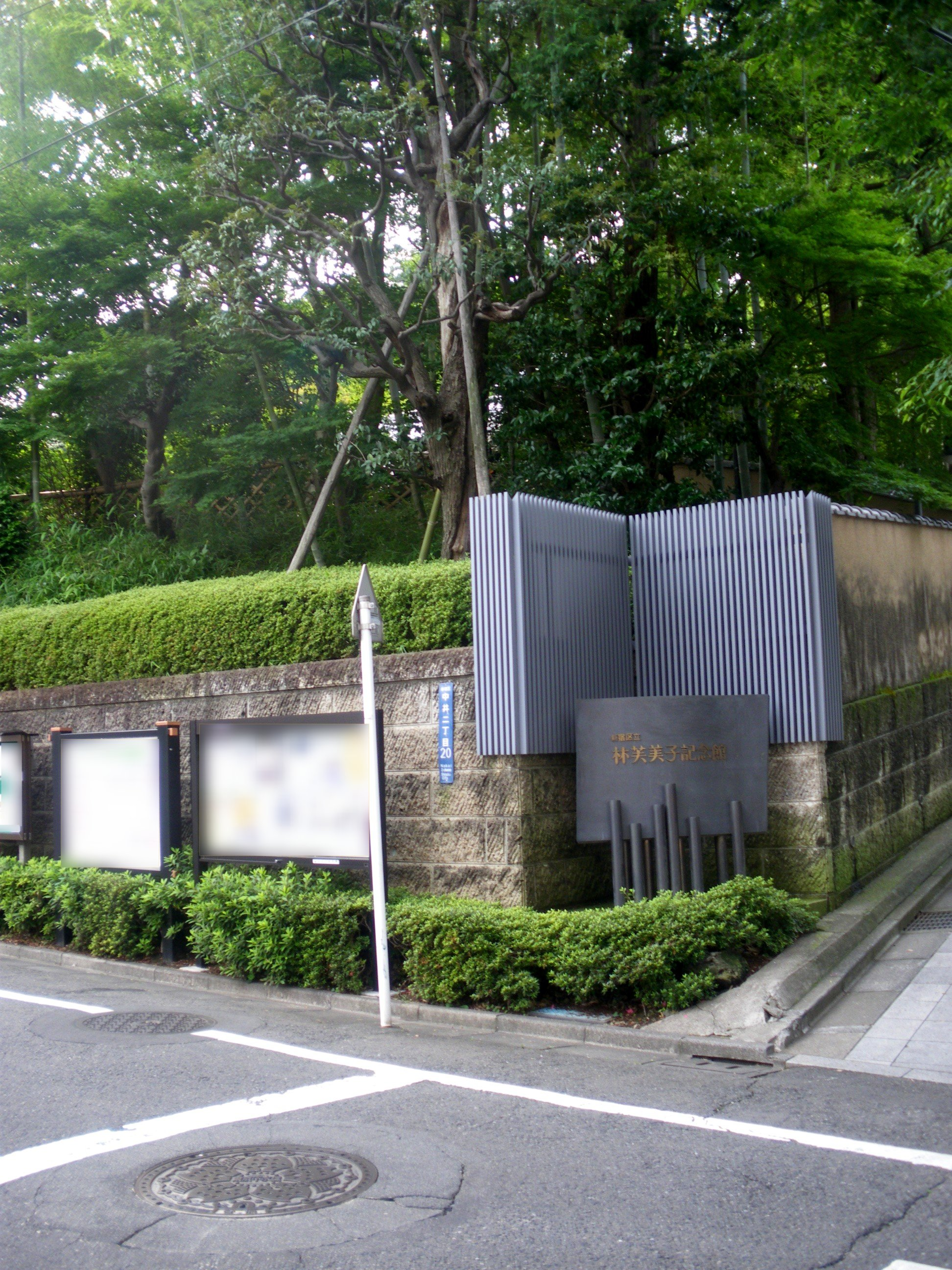
林芙美子記念館

- 新宿区立林芙美子記念館-林芙美子が1941年から1951年に死没するまで住んでいた邸宅。落合地域にある。1992年に新宿区に移管され、新宿区立による記念館として内部などが公開されている。